# Teresin (gmina)

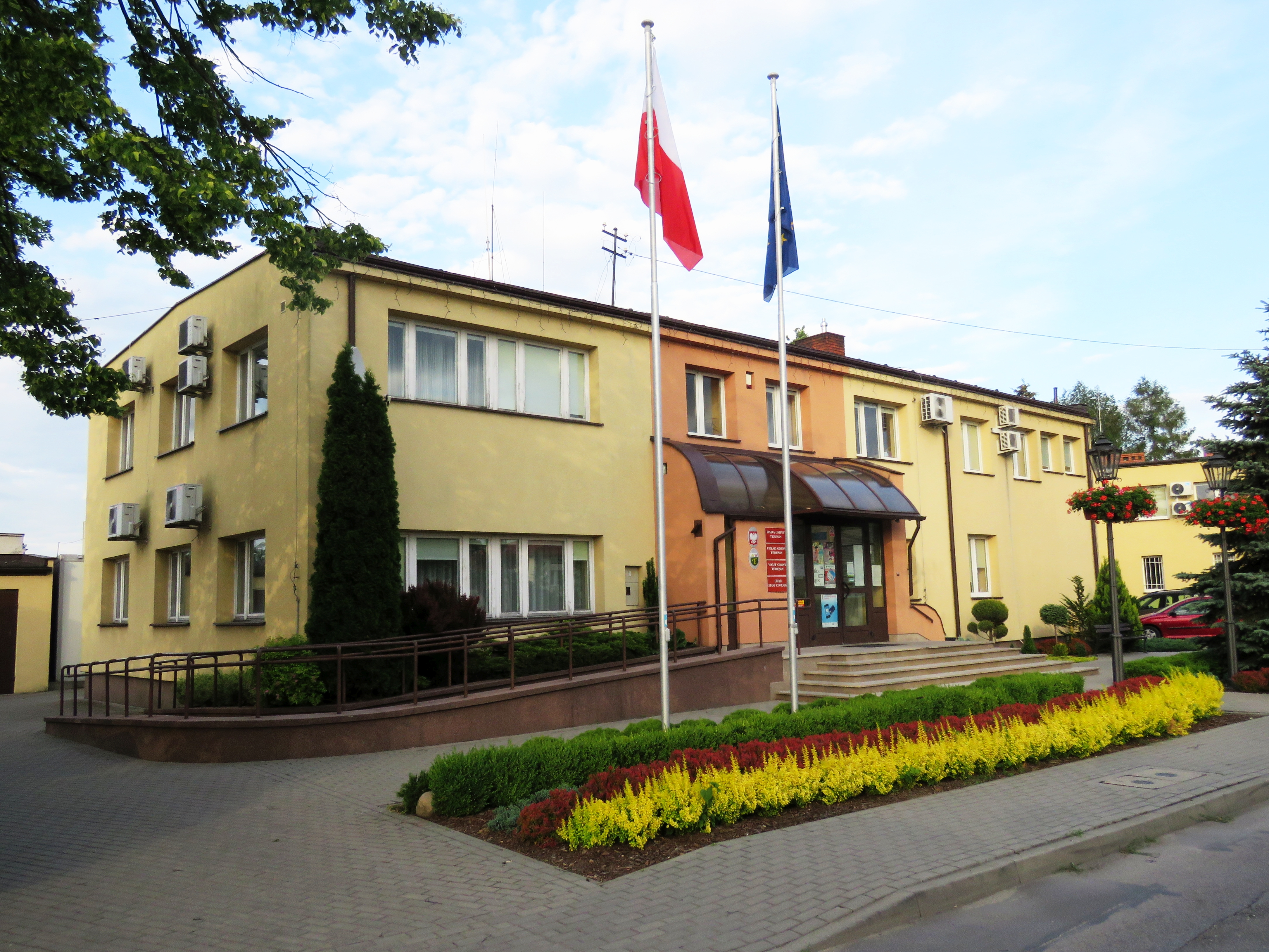
Bureau Communal de Teresin

La gmina de Teresin est une commune rurale de la voïvodie de Mazovie et du powiat de Sochaczew. 
Elle s'étend sur 87,98 km2 et comptait 11 028 habitants en 2006. 
Son siège administratif (chef-lieu) est le village de Teresin qui se situe à environ 13 kilomètres au sud-est de Sochaczew (siège de la powiat) et à 41 kilomètres à l'ouest de Varsovie (capitale de la Pologne).

## Géographie
La gmina inclut les villages et localités de : 

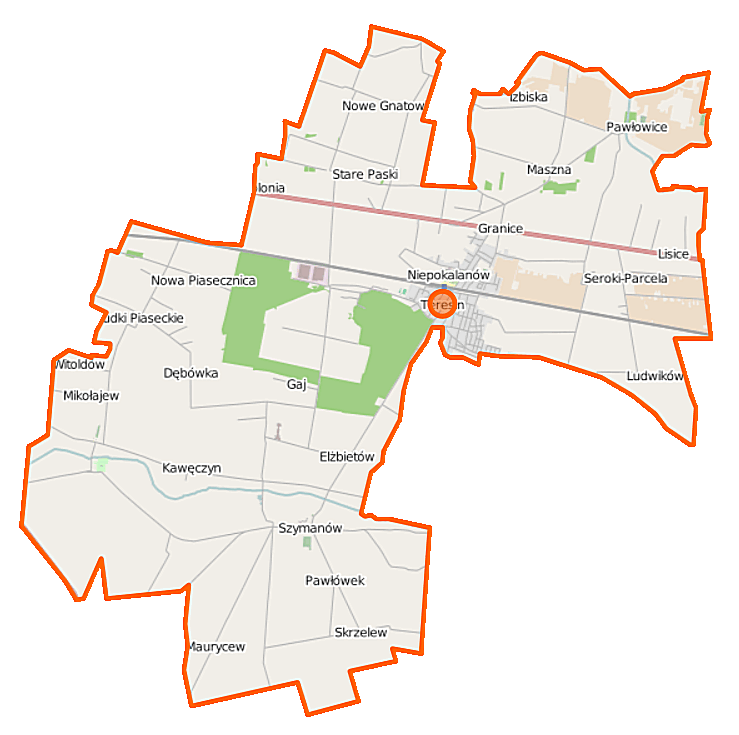
Plan de la gmina

- Budki Piaseckie
- Dębówka
- Elżbietów
- Gaj
- Granice
- Izbiska
- Kawęczyn
- Lisice
- Ludwików
- Maszna
- Maurycew
- Mikołajew
- Nowa Piasecznica
- Nowe Gnatowice
- Nowe Paski
- Paprotnia
- Pawłówek
- Pawłowice
- Seroki-Parcela
- Seroki-Wieś
- Skotniki
- Skrzelew
- Stare Paski
- Strugi
- Szymanów
- Teresin
- Teresin-Gaj
- Topołowa
- Witoldów

### Gminy voisines
La gmina de Teresin est voisine des gminy suivantes :
- Baranów
- Błonie
- Kampinos
- Leszno
- Nowa Sucha
- Sochaczew
- Wiskitki

## Structure du terrain
D'après les données de 2002, la superficie de la commune de Teresin est de 87,98 km2, répartis comme telle :
- terres agricoles : 86 %
- forêts : 6 %

La commune représente 12,04 % de la superficie du powiat.

## Démographie
Données du 30 juin 2004 :
| Description        | Total  | Total | Femmes | Femmes | Hommes | Hommes |
| ------------------ | ------ | ----- | ------ | ------ | ------ | ------ |
| Unité              | Nombre | %     | Nombre | %      | Nombre | %      |
| Population         | 11 114 | 100   | 5 693  | 51,2   | 5 421  | 48,8   |
| Densité (hab./km²) | 126,3  | 126,3 | 64,7   | 64,7   | 61,6   | 61,6   |